# Yogi Chen
Chen Chien Ming (chinois : 陳健民 ; pinyin : Chén Jiànmín ; 1906-1987), aussi connu sous le nom de Yogi C. M. Chen ou simplement de Yogi Chen, est un ermite chinois qui vécut à Kalimpong, en Inde, de 1947 à 1972, année où il partit pour les États-Unis, où il resta jusqu'à la fin de sa vie.

## Biographie
D’après Ole Nydahl, Chen, pendant sa jeunesse en Chine, était terrifié par la mort et avait pratiqué des exercices taoïstes destinés à prolonger la vie. Plus tard, il se tourna vers le bouddhisme et partit pour le Tibet, à la recherche d’enseignements. Il y vécut notamment plusieurs années dans une grotte. Au Kham, il rencontra la célèbre exploratrice française, Alexandra David-Néel. Il est toutefois à noter, qu'en Chine même, Yogi Chen s'était déjà tourné vers le bouddhisme : il y reçut les préceptes de laïcs du grand réformateur du bouddhisme chinois, Tai Xu.
Son autobiographie, écrite alors qu'il vivait à Kalimpong, avant son « aventure américaine », indique que c'est également en Chine qu'il commença à s'intéresser au bouddhisme ésotérique et à le pratiquer, avec Guru Gelu Rinpoché (Gelugpa), puis Nona Rinpoché (Nyingmapa).
Il eut comme disciples deux bhikkhus anglais, Sangharakshita et Khantipalo (pl). Ensemble, les trois hommes compilèrent un livre, Buddhist Meditation, Systematic and Practical. Sangharakshita posait des questions à Yogi Chen, et Khantipalo notait les réponses et compilait l’ensemble.
Lama Ole Nydahl rendit plusieurs fois visite à Yogi Chen à Kalimpong. Il raconte que Chen n’avait pas quitté son ermitage durant les vingt-quatre années précédant ces visites. Il fut aussi surpris de découvrir que Chen avait des critiques à faire au sujet de plusieurs lamas bien connus, que Nydahl avait naïvement cru être parfaits. Durant les années qu’il passa à son ermitage (qui était en fait un petit bungalow au bord du bazar de Kalimpong, bien qu’il ait été à l’extérieur de la ville avant que celle-ci ne s’étende), Yogi Chen passait la plus grande partie de ses journées à méditer. Il recevait rarement des visiteurs.
Sangharakshita et Khantipalo décrivent tous deux Chen comme étant « excentrique » , mais les deux hommes, et Lama Nydahl, avaient une haute considération pour ses réalisations spirituelles.
Sangharakshita considère Chen comme un de ses maîtres, tout en disant que le yogi refusait de se considérer lui-même comme un maître. Lama Nydahl a parlé de Chen comme du « grand Yogi Chen » et comme d’un « maître hautement accompli ».
Sangharakshita présenta le poète Allen Ginsberg à Yogi Chen, à Kalimpong. Aux États-Unis, Chen fut approché par Carlos Castaneda, qui lui raconta qu’on lui enseignait comment produire un « double » de lui-même, et qui lui demanda s’il existait des pratiques similaires dans le bouddhisme. « Bien sûr, répondit Yogi Chen, il y a des méthodes permettant de produire jusqu'à six émanations de soi-même. Mais à quoi bon ? On a alors six fois plus de problèmes ». Daniel C. Noel, qui relate cette anecdote, dit que Chen était considéré comme un « saint local ».
Daniel Odier décrit aussi une rencontre avec Yogi Chen à Kalimpong en 1968 dans son livre Tantric Quest (Inner Traditions).
Aux États-Unis, commença une nouvelle période de la vie du grand sage. Il commença à y enseigner et à faire traduire ses enseignements en anglais. L'ensemble de ses enseignements est aujourd'hui compilé dans ce qui s'appelle le Chenian où œuvres complètes des œuvres de Yogi Chen. Par ailleurs, il fit la rencontre aux États-Unis du Dr Yutang Lin qui devint son principal disciple, et son successeur.
En effet, contrairement aux intentions qu'il avait exprimées à Kalimpong de ne pas désigner d'héritiers à ses enseignements et de ne pas établir de structure ou d'école propre. Avant sa mort, celui-ci décida de donner un nom à son enseignement regroupant les Trois Kayas en Un, comme il aimait à le dire, et fonda le Dharma Lineage of the Adi Buddha Mandala. Il désigna également avant sa mort le Dr Yutang Lin comme successeur. Celui-ci est toujours actif aujourd'hui et s'est occupé de la numérisation et de la traduction de la majorité des enseignements écrits de Yogi Chen.
À sa mort, ses disciples, réunis autour du Dr Yutang Lin, lui ont dédié un stupa à Taïwan, dans lequel ses cendres résident. Les activités altruistes qu'Yogi Chen avait mises en place comme la tenue régulière de puja ou homa pour le bien de tous les êtres ainsi que les visites de cimetières afin de disséminer du Powa rice en vue de la bonne renaissance de tous les êtres, est toujours pratiquée aujourd'hui par les successeurs de Yogi Chen.